# Beira (Mozambico)
Beira (già Chiveve fino al 1907) è la seconda città del Mozambico e capitale della provincia di Sofala. La città è situata sulla costa dell'oceano Indiano vicino alla foce del fiume Pungoè nella parte centrale del paese. Nel 1997 la popolazione era di 412.588 abitanti e secondo una stima del 2007 di 431.583 abitanti. 
Il porto di Beira è di enorme importanza sia per l'interno del Mozambico ma ancor di più per il Malawi, lo Zambia e lo Zimbabwe che non hanno accesso al mare.
Una ferrovia, una strada e un oleodotto collegano lo Zimbabwe con il porto di Beira attraverso il cosiddetto Corridoio di Beira.

## Storia
La città fu fondata nel 1887 dalla Compagnia portoghese del Mozambico con il nome di Chiveve. Tra il 1892 ed il 1900 fu costruita la ferrovia che collega la città portuale con la Rodesia (oggi Zimbabwe), divenuta poi rinomata meta turistica dei rodesiani bianchi. Nel 1907 la città venne rinominata Beira, in onore del principe di Beira Luigi Filippo, erede al trono del Regno di Portogallo.
Nel 2000 la città, come pure buona parte del Mozambico meridionale, è stata colpita da una alluvione che ha provocato in tutto il Paese centinaia di morti lasciando milioni di persone senza casa. Anche l'economia di Beira è stata pesantemente colpita dall'alluvione.

## Monumenti e luoghi d'interesse
La città è caratterizzata dalle attività portuali ed il centro conserva pochi edifici coloniali. Il monumento principale è la cattedrale di Nostra Signora del Rosario del 1907, costruita in parte utilizzando le pietre del forte portoghese di Sofala. Sono poi da ricordare la stazione ferroviaria del 1966, il mercato centrale, il faro e la spiaggia di Makuti.

## Amministrazione

### Gemellaggi
- Bristol, dal 1990
- Padova, dal 1995
- Porto, dal 1989[1]
- Tighina